# James L. Venable
James Lewis Venable (Los Angeles, Califórnia, 19 de Maio de 1967) é um compositor norte-americano que fez os filmes e séries da comédia e animação.

## Carreira
James L. Venable compôs as séries da animação da Cartoon Network: The Powerpuff Girls e Samurai Jack.
Em 2001, Venable iniciou a colaboração com o seu melhor amigo e colaborador Kevin Smith no filme: Jay e Silent Bob Contra-Atacam (Jay and Silent Bob Strikes Back). Que tiveram com a parceria Venable/Smith: Era uma Vez... Um Pai (Jersey Girl) (2004), Nunca Tantos Fizeram tão Pouco (Clerks II) (2006) e Zack e Miri Fazem um Porno (Zack and Miri Make a Porno) (2008).
Desde 2003 até 2013, Venable compôs os filmes da comédia que satirizou de todos os tempos, o Scary Movie: Scary Movie 3 (2003), Scary Movie 4 (2006) e Scary Movie 5 (2013).